# 希臘教會
希腊教会（希臘語：Εκκλησία της Ελλάδος，羅馬化：Ekklisía tis Elládos，[ekliˈsia tis eˈlaðos]），是更广泛的希腊正教会的一部分，东正教互相共融的自主教会之一。教会辖区限于1912年至1913年巴尔干战争之前的希腊边境之内，希腊领土的剩余部分则为君士坦丁堡普世牧首区所辖。然而，根据雅典和君士坦丁堡的教会间一项协议，出于实际的原因，后者的大多数教区“事实上”由希腊教会所管理。希臘教會的主教長為雅典及全希臘總主教。

## 國教地位
從1822年反抗鄂圖曼帝國而成立的希臘第一共和國憲法開始，至1975年頒布的希臘憲法都承認希臘正教會作為國教的地位。

## 历史
1821年在埃皮达鲁斯召开的第一次国民议会和1827年在特里津召开的第三次国民议会确定了新成立的现代希腊国家的教会管理的临时运作方式。总统爱奥尼斯·卡波季斯第亚斯于1828 年任命了一个教会委员会，阿尔戈斯的第四届国民议会设立了教会和公共教育秘书处。
1833年7月25日，名为《希腊教会独立宣言》（Διακήρυξις περί της Ανεξαρτησίας της Εκκλησίας της Ελλάδος）的敕令得到奥托一世的批准，并任命了第一个由五名成员组成的常任主教会议。这项“宣言”实际上是希腊教会的第一部法规，根据其规定，直到1852年，希腊教会基本上由国家统治。国家单方面宣布教会独立，这激怒了君士坦丁堡普世牧首区，后者切断了与希腊教会的教规共融，但没有宣布其为分裂教会。一些人认为，独立对于希腊教会来说是必要的，以便从行政上摆脱位于奥斯曼帝国境内并可能受其控制的普世牧首区；而另一些人则认为，这是莫伊雷尔的一种策略，旨在将希腊教会置于自己的控制之下，也是其“国有化”的开始。
1844年9月3日革命后，国民议会仅作了微小的修改就批准了该宪章。1850年，希腊教会的主教们致信普世牧首区，要求宣布独立。因此，1850年6月29日，普世宗主教区发布了主教会议文件公告，不承认1833年至1850年期间为教规共融时期。
1864年，爱奥尼亚群岛并入希腊。根据普世牧首发布的公告，爱奥尼亚群岛也并入了希腊教会。1882年，希腊得到色萨利都主教区和伊庇鲁斯的部分地区的领土时，也发生了同样的事情。
在巴尔干战争后，希腊分为两个教会管理机构，一个是希腊自主教会，另一个是希腊新得到的领土的普世牧首教座的辖区。
这一问题随着1927年希腊国家法律的颁布以及1928年普世牧首和希腊自主教会的两项法案的颁布而得到解决，根据这些法案，所谓“新领土”上的都主教区在管理上被割让给希腊教会，但在名义上仍处于普世牧首的管辖之下。新领土的大主教们将在圣礼中纪念牧首作为教会的首席主教，虽然他们是由希腊主教会议选举产生的，但牧首对他们的选举有发言权，并保留从相关名单中剔除候选人的权力。这一权力一再引起两大教会之间的摩擦，普世宗主教区指责希腊教会未能履行其义务并且对“母教会”忘恩负义，而希腊教会则指责普世宗主教区干涉其内政并试图任命普世牧首的效忠者们为都主教。

## 教會結構
希臘教會的最高當局是由雅典總主教以及其他十二位主教組成的神聖主教會議，除了雅典總主教外其他成員皆由希臘教會內教區主教們中選出。而在希臘教會81個教區中，共有36個教區是在希臘教會成立後才被併入希臘境內的，在名義上屬於君士坦丁堡普世牧首的管轄，但是除了在禮儀中以普世牧首為聖統長上外，其教務事實上都是屬於希臘教會的管轄。
然而在希臘國境內依然有幾個地區教區不屬於希臘教會管轄而屬於君士坦丁堡普世牧首管理。分別是克里特島、十二群島以及阿索斯山。其中克里特教會是以總主教為核心的九個教區組成的，擁有半自治的特權。